# Modul pružnosti ve smyku

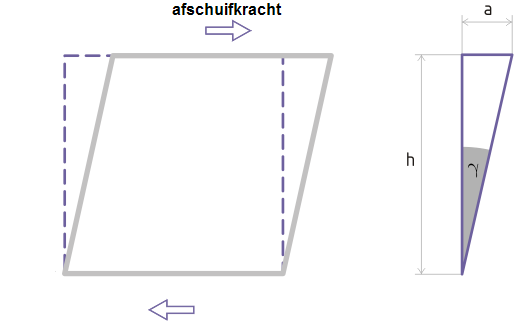
Zkos

Modul pružnosti ve smyku (Coulombův modul), značený G, je jedna z materiálových vlastností popisující poměr mezi smykovým napětím a jím způsobenou deformací, tzv. zkosem.
V případě isotropních materiálů souvisí s modulem pružnosti v tahu přes tzv. Poissonovo číslo a lze jej spočítat jako:
{\displaystyle G={\frac {E}{2(1+\mu )}}\,,}
kde {\displaystyle E} je Modul pružnosti v tahu a {\displaystyle \mu } je Poissonovo číslo.